# Miss Washington USA

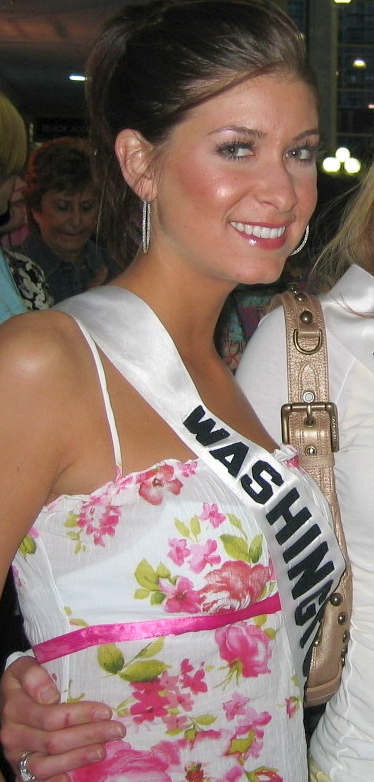
Tiffany Doorn, Miss Washington USA 2006

A competição de Miss Washington USA é o concurso de beleza destinado a eleger a representante do Estado de Washington para o concurso Miss USA.
Washington tem sido moderadamente bem-sucedida em termos de semi-finalistas e classificações e teve uma Miss USA. Dorothy Ansett ganhou a coroa em 1968 e ficou em 5º lugar no Miss Universo.
Nenhuma Miss Washington USA competiu no Miss Teen USA, embora uma tenha competido no Miss América.

## Vencedoras
| Ano  | Nome                 | Cidade      | Idade1 | Classificação no Miss USA | Premiações Especiais no Miss USA | Notas                                                                                  |
| ---- | -------------------- | ----------- | ------ | ------------------------- | -------------------------------- | -------------------------------------------------------------------------------------- |
| 2020 | Imani Blackmon       | Tacoma      | 24     |                           |                                  |                                                                                        |
| 2019 | Evelyn Clark         | Cathlamet   | 27     |                           |                                  |                                                                                        |
| 2018 | Abigail Hill         | Seattle     | 21     |                           |                                  |                                                                                        |
| 2017 | Alex Carlson-Helo    | Bothell     | 22     |                           |                                  | Anteriormente Miss Washington Teen USA 2012.                                           |
| 2016 | Kelsey Schmidt       | Bellevue    | 26     |                           |                                  | A 2ª colocada assumiu o título.                                                        |
| 2016 | Stormy Keffeler      | Redmond     | 23     |                           |                                  | Keffeler perdeu o título após ser divulgada uma sentença por conduzir embriagada.      |
| 2015 | McKenzie Novell      | Spokane     | 23     |                           |                                  |                                                                                        |
| 2014 | Allyson Rowe         | Spokane     | 25     |                           |                                  |                                                                                        |
| 2013 | Cassandra Searles    | Redmond     | 24     |                           |                                  |                                                                                        |
| 2012 | Christina Clarke     | Snohomish   | 22     |                           |                                  |                                                                                        |
| 2011 | Angelina Kayyalaynen | Orchards    | 20     |                           |                                  | Nascida na Ucrânia                                                                     |
| 2010 | Tracy Turnure        | Seattle     | 23     |                           |                                  | Irmã gêmea da Miss Washington USA 2009                                                 |
| 2009 | Tara Turnure         | Seattle     | 22     |                           |                                  | Irmã gêmea da Miss Washington USA 2010                                                 |
| 2008 | Michelle Font        | Renton      | 26     |                           |                                  |                                                                                        |
| 2007 | LeiLani Jones        | Tacoma      | 24     |                           |                                  |                                                                                        |
| 2006 | Tiffany Doorn        | Woodinville | 24     |                           |                                  |                                                                                        |
| 2005 | Amy Crawford         | Auburn      | 25     |                           |                                  | Top 10 no National Sweetheart 2001                                                     |
| 2004 | Tara McCormick       | Seattle     | 24     | Semi-finalista            |                                  |                                                                                        |
| 2003 | Breann Parriott      | Puyallup    | 25     |                           | Miss Simpatia                    | Anteriormente Miss Washington 2001                                                     |
| 2002 | Carly Shorten        | Shoreline   |        |                           |                                  |                                                                                        |
| 2001 | Bre Sakas            | Yakima      | 24     |                           |                                  |                                                                                        |
| 2000 | Jamie Kern           | Des Moines  | 22     |                           |                                  | Participante da primeira temporada do Big Brother Estados Unidos, terminou em 4º lugar |
| 1999 | Tammy Jansen         |             |        |                           |                                  |                                                                                        |
| 1998 | Natasha Vantramp     | Puyallup    |        | Semi-finalista            |                                  | Agora Natasha Curry, correspondente da CNN                                             |
| 1997 | Sara Williams        | Tacoma      | 24     |                           |                                  |                                                                                        |
| 1996 | Staci Baldwin        | Kirkland    | 27     |                           |                                  |                                                                                        |
| 1995 | Theresa Cox          | Stanwood    |        |                           |                                  |                                                                                        |
| 1994 | Angel Ward           | Seattle     |        |                           |                                  |                                                                                        |
| 1993 | Kandi Fletcher       | Longview    |        |                           |                                  |                                                                                        |
| 1992 | Stina McLynne        | Redmond     |        |                           |                                  |                                                                                        |
| 1991 | Lanae Williams       | Burien      |        |                           |                                  |                                                                                        |
| 1990 | Melissa Dickson      |             |        |                           |                                  |                                                                                        |
| 1989 | Chiann Fan Gibson    | Seattle     |        |                           |                                  |                                                                                        |
| 1988 | Sandra Kord          | Seattle     |        |                           |                                  |                                                                                        |
| 1987 | Jennifer Doerflinger | Seattle     |        |                           |                                  |                                                                                        |
| 1986 | Jacqueline McMahon   |             |        |                           |                                  |                                                                                        |
| 1985 | Sherry Rials         | Bellevue    |        |                           |                                  |                                                                                        |
| 1984 | Sue Gerrish          | Seattle     |        |                           |                                  |                                                                                        |
| 1983 | Kathi Tucker         | Renton      |        | Semi-finalista            |                                  |                                                                                        |
| 1982 | Jana Minerich        | Seattle     |        |                           |                                  |                                                                                        |
| 1981 | Leila Wagner         | Seattle     |        |                           |                                  |                                                                                        |
| 1980 | Janet Brown          | Seattle     |        |                           |                                  |                                                                                        |
| 1979 | Tracey Goddard       | Seattle     |        | 2ª colocada               |                                  |                                                                                        |
| 1978 | Barbara Bogar        |             |        |                           |                                  |                                                                                        |
| 1977 | Ivy Lynn Reed        | Lynnwood    |        |                           |                                  |                                                                                        |
| 1976 | Norene Gilbert       | Custer      |        | Semi-finalista            |                                  | Representou Washington no Miss World USA 1974 sem se classificar                       |
| 1975 | Cindy Baxter         | Kirkland    |        |                           |                                  |                                                                                        |
| 1974 | Cheryl Rutledge      |             |        |                           |                                  |                                                                                        |
| 1973 | Cindi Arnett         |             |        |                           |                                  |                                                                                        |
| 1972 | Connie Ambrose       |             |        |                           |                                  |                                                                                        |
| 1971 | Christine McComb     |             |        |                           |                                  |                                                                                        |
| 1970 | Susan Hyde           |             |        | Semi-finalista            |                                  |                                                                                        |
| 1969 | Deborah Gieberson    |             |        | Semi-finalista            |                                  |                                                                                        |
| 1968 | Dorothy Anstett      | Kirkland    |        | Vencedora                 |                                  | 5ª colocada no Miss Universo 1968                                                      |
| 1967 | Elizabeth Kellmyer   |             |        |                           |                                  |                                                                                        |
| 1966 | Sandra Carlile       |             |        |                           |                                  |                                                                                        |
| 1965 | Sem candidata        |             |        |                           |                                  |                                                                                        |
| 1964 | Sem candidata        |             |        |                           |                                  |                                                                                        |
| 1963 | Sem candidata        |             |        |                           |                                  |                                                                                        |
| 1962 | Sem candidata        |             |        |                           |                                  |                                                                                        |
| 1961 | Sem candidata        |             |        |                           |                                  |                                                                                        |
| 1960 | Sem candidata        |             |        |                           |                                  |                                                                                        |
| 1959 | Leah Robinson        |             |        |                           |                                  |                                                                                        |
| 1958 | Rose Nielsen         |             |        | Semi-finalista            |                                  |                                                                                        |
| 1957 | Diana Schafer        |             |        | Semi-finalista            |                                  |                                                                                        |
| 1956 | June Svedin          |             |        | Semi-finalista            |                                  |                                                                                        |
| 1955 | Shirley Givins       |             |        | Semi-finalista            |                                  |                                                                                        |
| 1954 | Darlene Shride       |             |        |                           |                                  |                                                                                        |
| 1953 | Nancy Petraborg      |             |        | 4ª colocada               |                                  |                                                                                        |
| 1952 | Adele Slaybaugh      |             |        |                           |                                  |                                                                                        |

1 Idade à época do concurso Miss USA